# 鄭亦鄒
鄭亦鄒，生卒年不詳，字居仲，福建海澄人。清朝政治人物，歷史學家。

## 生平
康熙三十二年（1693年）中福建舉人，康熙四十五年（1706年）進士，即於京任內閣中書，因無意於仕途，經閩巡撫張清恪聘鄭亦鄒返鄉，於漳州東南白雲山書院任學正，授徒著述。

## 著作
著作《鄭成功傳》、《明季辨誤》、《江閩事略》、《明季遂志錄》、《明遺民錄》，是清初研究晚明史的歷史學家。

### 鄭成功傳
- 於台灣文獻現存版跋記載：鄭亦鄒目擊鄭成功事，故能詳言之；有上、下二卷，一萬三千餘字，乾隆四十一年(1776年)後奉禁，「書坊不敢藏板無處可購」。
- 被禁應是當時海上走私風氣漸熾(1790年代，福建蔡牽海上聚眾萬人)，朝廷疑慮遂禁。